# 兵部員外郎
兵部员外郎，兵部的属官。
- 隋唐五代宋兵部第一司兵部司的副长官。隋朝开皇六年（586年），設民部員外郎一人，掌握本曹籍帐，侍郎缺代理曹务。大业三年（607年），废除，设兵曹承务郎负责他的职务。唐朝武德三年（620年）改为兵部员外郎，设二人，从六品上。一位掌管武官贡举、杂请，一位掌管判南曹，每年选人，审查解状、资历、考课。龙朔二年（662年）改为司戎员外郎。咸亨元年（670年），恢复兵部员外郎的旧名。光宅元年（684年）改为夏官员外郎。神龙元年（705年），恢复兵部员外郎的旧名。天宝十一载（752年）改为武部员外郎。至德二载（757年），恢复兵部员外郎的旧名。五代十国沿置。北宋兵部郎中为六品寄禄官，不管理兵部的事情。元丰改制後，为正七品职事官，协助尚书、侍郎参掌本部事务。从军或将命於外，则授予兵部员外郎。
- 辽金元兵部的佐贰官。辽朝南面官有兵部员外郎。金朝、元朝不分司，设户部员外郎从六品。
- 兵部各司员外郎的统称。唐朝兵部兵部司、职方司、驾部司、库部司四司的员外郎，明清兵部武选清吏司（总部、司马部）、职方清吏司、车驾清吏司、武库清吏司的员外郎。清初又有督捕员外郎。